# Beierolpium clarum
Beierolpium clarum är en spindeldjursart som först beskrevs av Beier 1952.  Beierolpium clarum ingår i släktet Beierolpium och familjen Olpiidae. Inga underarter finns listade.